# Fondsdiscount
Fondsdiscount bezeichnet die Möglichkeit, Anteile an offenen oder geschlossenen Investmentfonds zu ermäßigten Ausgabeaufschlägen zu erwerben. Die Fondsvermittler werden auch Fondsdiscounter oder Discount-Broker genannt. Dabei handelt es sich meist um Direktbanken oder bankenunabhängige Anlageberater (Handelsmakler).

## Offene Investmentfonds
Fondsdiscounter bieten offene Investmentfonds mit einem reduzierten oder entfallenden Ausgabeaufschlag an. Sie treten hier zu klassischen Vertriebskanälen von offenen Investmentfonds (meist Filialbanken) über den Preis in Wettbewerb. Im Gegenzug zur Gewährung des Discounts bieten die Fondsdiscounter keine oder eine reduzierte individuelle Beratung an und verlangen teilweise anstatt der sonst üblichen Vermittlungsprovisionen Honorargebühren.
Sie finanzieren sich neben dem etwaig verbleibenden (reduzierten) Ausgabeaufschlag über einen Anteil an den laufenden Verwaltungskosten des Fonds. Diese so genannte Bestandsprovision, die auch beim Erwerb von Fondsanteilen zum vollen Ausgabeaufschlag regelmäßig dem Fondsvermögen entnommen wird, wird von der Fondsgesellschaft an den Vermittler bzw. die Depotbank während der gesamten Investitionsphase ausgezahlt und stellt eine Vergütung der laufenden Betreuung des Kunden dar.
Seit 2002/2006 werden offene Investmentfonds an Börsen ohne Ausgabeaufschlag gehandelt (siehe Offener Investmentfonds#Erwerb von Fondsanteilen). Die Fondsdiscounter haben damit jedoch nicht vollständig an Bedeutung verloren. Zwar werden die Fonds an den Börsen ohne Ausgabeaufschlag gehandelt, jedoch mit einem Spread zwischen Kauf- und Verkaufskurs. Hinzu kommen An- und Verkaufsgebühren. Zudem sind bislang über die Börsen nicht alle  Fonds handelbar.
Riester-Fondssparpläne
Auch bei Fondssparplänen im Rahmen der Riester-Rente gibt es Discounter, die bis zu 100 % des Ausgabeaufschlags erstatten.

## Geschlossene Investmentfonds
Beim Erwerb von Anteilen an geschlossenen Fonds vereinbaren Fondsdiscounter in der Regel mit dem Investor individuelle Discountkonditionen und bieten die Fondsanteile zu einem günstigeren Kaufpreis an. Die Fondsdiscounter erhalten für die Vermittlung einen Anteil an den im Emissionsprospekt des jeweiligen Fonds ausgewiesenen Kosten für die Eigenkapitalbeschaffung.